# Optoelektronik
Der Begriff Optoelektronik (manchmal auch Optronik oder Optotronik genannt) entstand aus der Kombination von Optik und Halbleiterelektronik und umfasst im weitesten Sinne alle Produkte und Verfahren, die die Umwandlung von elektronisch erzeugten Daten und Energien in Lichtemission ermöglichen und umgekehrt.
Hintergrund ist z. B. der Versuch, die Vorteile der elektronischen Datenaufbereitung und Verarbeitung mit den Vorteilen der schnellen und elektromagnetisch und elektrostatisch unstörbaren breitbandigen Übertragungseigenschaft des Lichtes zu kombinieren. Gleichzeitig fällt hierunter auch die Wandlung von elektrischer Energie in Licht und umgekehrt auf der Basis der elektronischen Halbleitertechnik, wobei das erzeugte Licht sich entweder im Freiraum oder in festen lichtdurchlässigen Medien (Lichtwellenleiter wie z. B. Glasfaserkabel) ausbreiten kann oder wie in der optischen Speichertechnik auch zur Speicherung elektronisch erzeugter Daten dienen kann.
Die Optoelektronik ist dabei fester Bestandteil des täglichen Lebens geworden, da sie Komponenten wie z. B. Laser, Bildschirme, Rechner, optische Speicher und Datenträger umfasst.

## Optoelektronische Bauteile

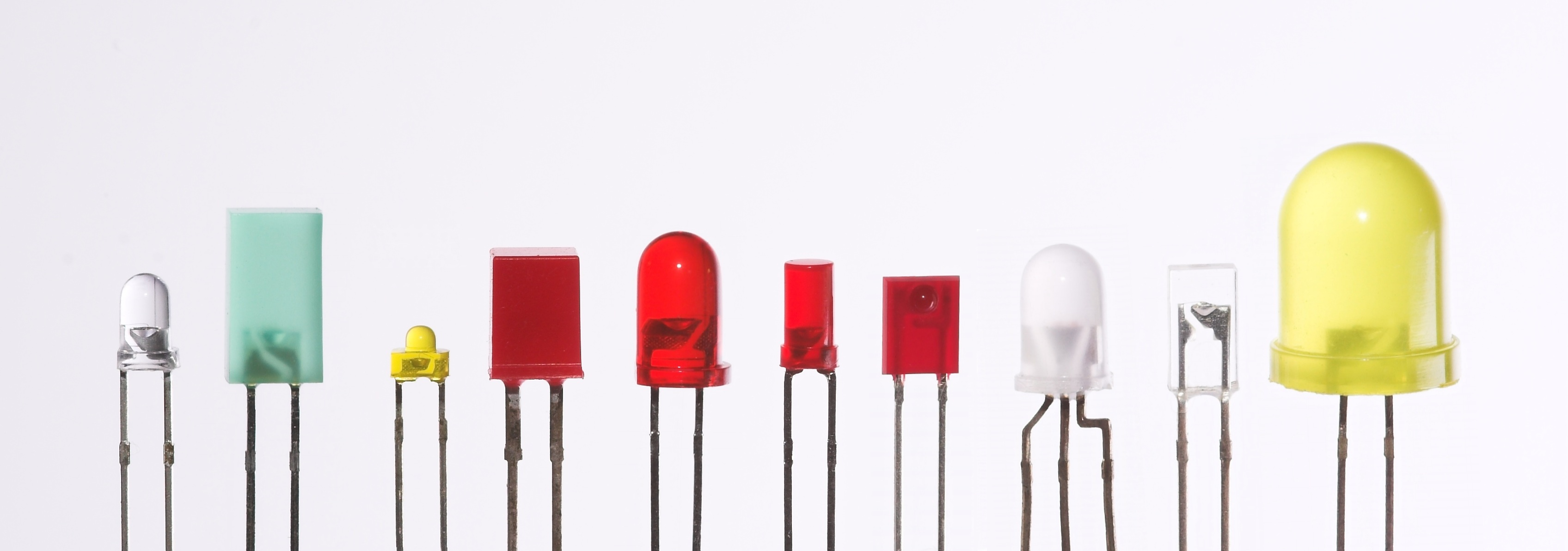
Verschiedene Leuchtdioden

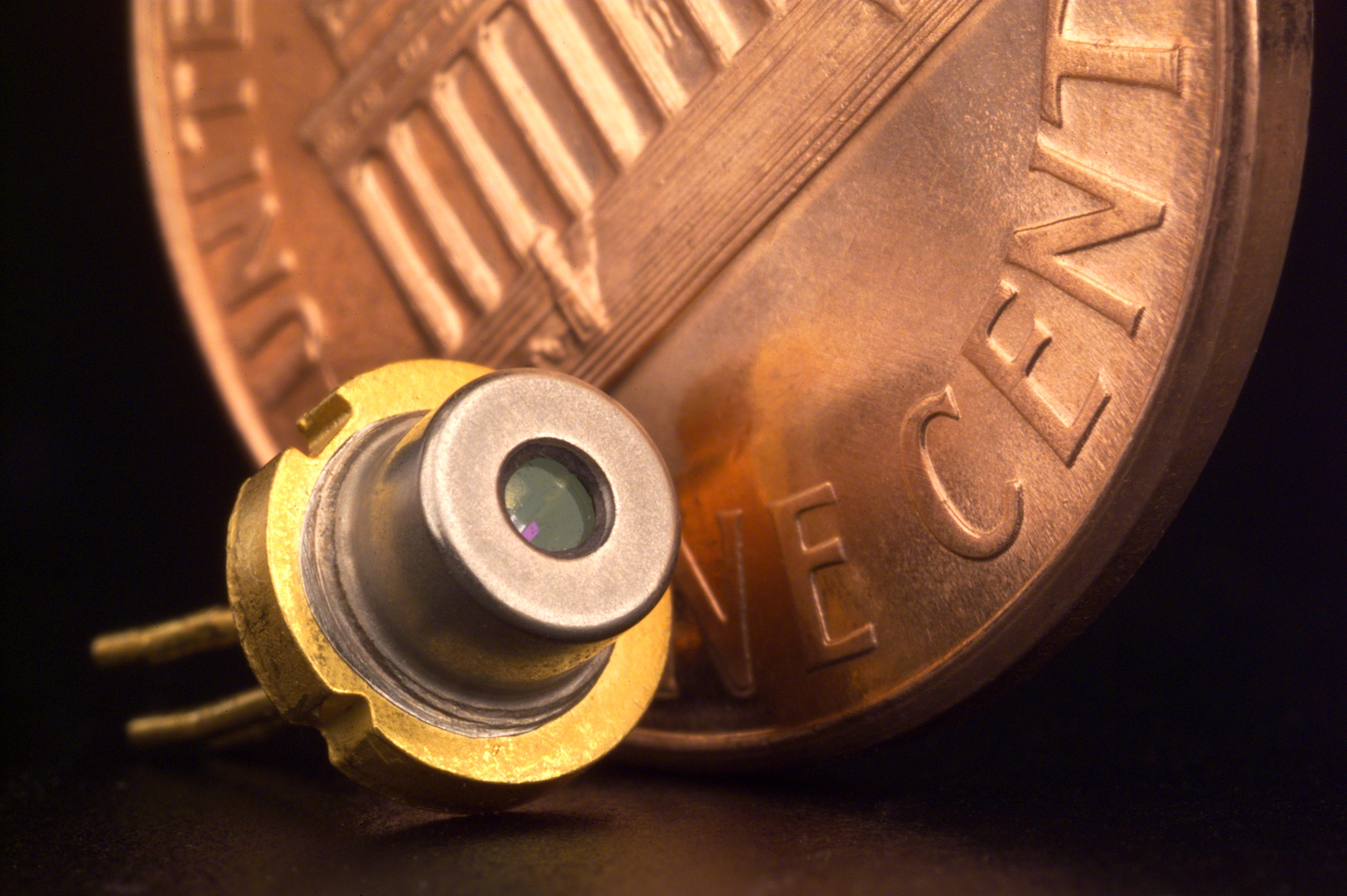
Laserdiode

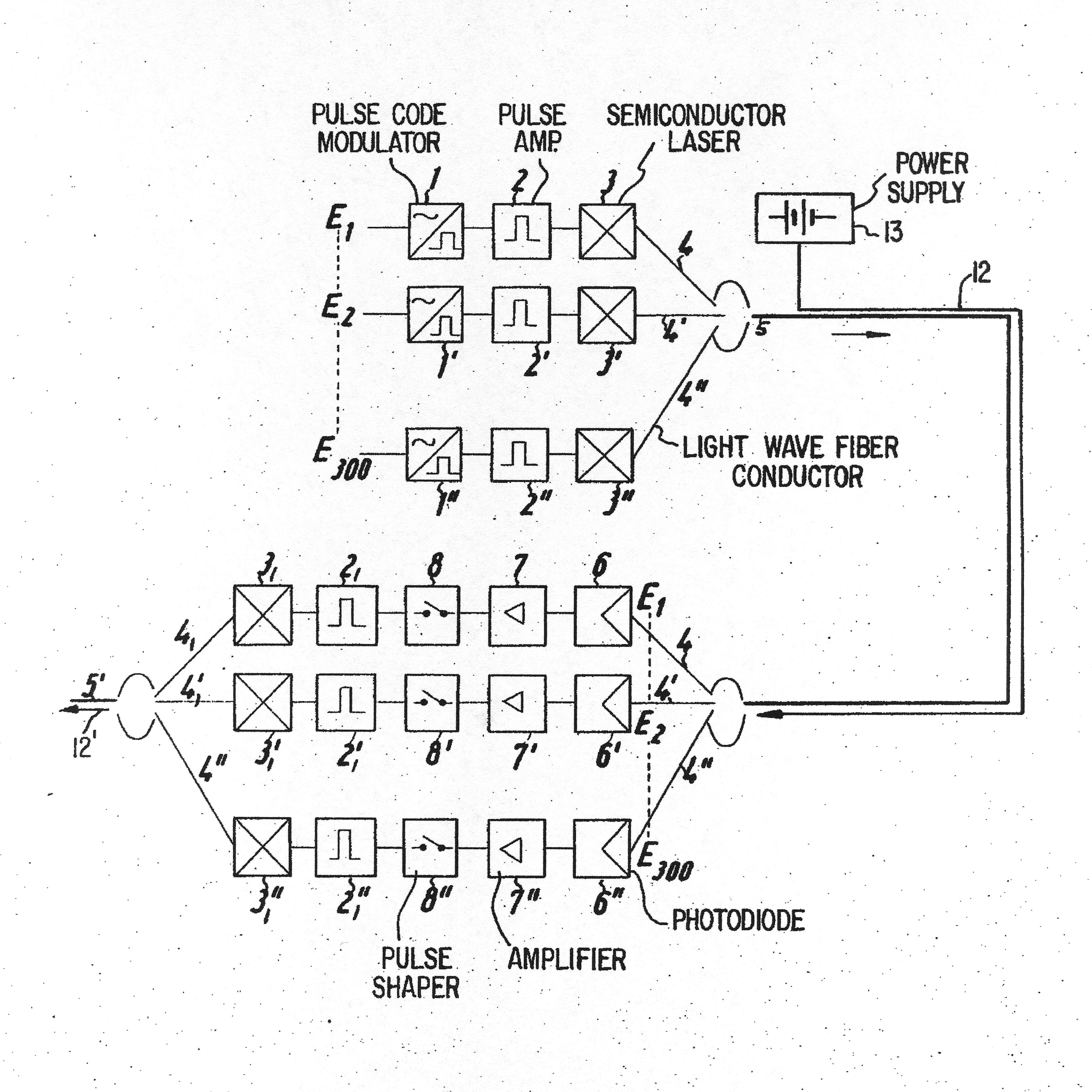
Erster und bis heute gültiger Systemvorschlag zur optoelektronischen Nachrichtenübertragung mittels Laserdiode, Glasfaser und Photodiode von Manfred Börner, 1965

Optoelektronische Bauteile sind Bauteile, die als Schnittstelle zwischen elektrischen und optischen Komponenten wirken oder auch Geräte, die solche Bauteile enthalten. Damit sind meist (aber nicht ausschließlich) mikroelektronische Bauteile gemeint, die auf der Basis von Halbleitern funktionieren.
Die Bauelemente der Optoelektronik lassen sich in Aktoren (Sender) und Detektoren (Empfänger) unterteilen. Optoelektronische Aktoren sind Halbleiterbauelemente, die aus Strom Licht erzeugen, also Laser- und Leuchtdioden. Das Emissionsspektrum kann sich dabei sowohl im sichtbaren als auch im unsichtbaren (UV oder Infrarot) Spektralbereich befinden. Optoelektronische Detektoren sind die Umkehrbauelemente der Aktoren, also Fotowiderstand, Photodiode (auch Solarzelle) und Fototransistor. Lichtsensoren können auch als integrierte Schaltung aufgebaut werden, z. B. als CCD-Sensor. Auch Photomultiplier werden zur Optoelektronik gezählt. Werden Aktor und Detektor als System betrieben, resultiert daraus ein optischer Sensor, ein sogenannter Optosensor. Das Fachgebiet wird analog dazu als Optosensorik bezeichnet. Die einfache Kombination aus einem Aktor und Detektor in einem Bauteil wird als Optokoppler bezeichnet.
Neben diesen gibt es noch weitere Bauteile die bei der Übertragung, Verstärkung oder Modulation von Signalen benötigt werden. Die Übertragung von optischen Signalen kann durch den freien Raum oder in Verbindung mit Wellenleiter und optischen Schaltkreise (vgl. integrierte Optik) erfolgen. Optische Modulatoren sind Bauelemente, die Licht eine definierte Charakteristik aufprägen (modulieren). Dies kann beispielsweise eine zeitliche oder räumliche Amplituden- oder Phasenvariation sein. Dazu gehören zum Beispiel optische Verstärker, optoelektronische Multiplexer sowie magnetorestriktive optische Mikroreflektoren.

## Materialien
In der Optoelektronik können eine große Zahl von Materialien eingesetzt werde, beispielsweise alle Formen von Halbleitern (Element-, III/V- und II/VI-Halbleiter oder organische Halbleiter) aber auch organische und anorganische Leiter, Nichtleiter, Gläser usw.
Das in der Halbleitertechnik meist verwendete Silizium hat schlechte optoelektronische Eigenschaften, da es eine indirekte Bandlücke hat und so elektrische Signale nicht direkt oder nur sehr ineffizient in optische Signale umgewandelt werden können – bei Solarzellen sind zum Beispiel sehr dicke Siliziumschichten nötig. Für optoelektronische Zwecke werden daher direkte Halbleiter wie Galliumarsenid oder Indiumphosphid benötigt, die aber schwer in Siliziumtechnologie zu integrieren sind. Der Grund für die indirekte Bandlücke ist die Diamantgitterstruktur von Silizium und Germanium. 1973 wurde theoretisch vorhergesagt, dass Germanium in hexagonaler Kristallstruktur ein direkter Halbleiter ist. 2020 gelang einem Team um Erik Bakkers (TU Eindhoven) die Herstellung Germanium- und Silizium-basierter Halbleiter mit hexagonaler Kristallstruktur und einer direkten Bandlücke. Dazu ließen sie das Germanium bzw. Silizium auf einem Templat aus Galliumarsenid-Nanodrähten aufdampfen, die bereits hexagonale Kristallstruktur hatten. Die Nanodrähte hatten Durchmesser von rund 35 Nanometer, das aufgedampfte Material bildete einen Mantel von etwa dem zehnfachen Durchmesser. Das Verfahren wurde schon 2015 angewandt, damals erreichte man aber noch nicht die nötige Reinheit und konnte so keine Lichtemission erreichen. Durch Variation des Germanium-Silizium-Verhältnisses lässt sich die Wellenlänge des emittierten Lichts einstellen, die im schon für optische Kommunikation über Glasfasern genutzten Infrarotbereich liegt (Variation zwischen 1,5 bis 3,5 Mikrometer). Im nächsten Schritt müssen die Nanodraht-basierten Strukturen an die üblichen planaren Silizium-Chip-Technologien angepasst und in diese integriert werden.

## Studiengang
Optoelektronik ist ein Teilgebiet der Ingenieurwissenschaften, das man entweder als eigenständigen Studiengang oder als Vertiefungsrichtung eines anderen Studienganges (Laser- und Optotechnologien, Technische Informatik, Technische Physik, Elektrotechnik, Mechatronik, Optomechatronik, NanoEngineering/Nanostrukturwissenschaft, Mikrosystemtechnik) an Hochschulen studieren kann.
Studienziele:
- Entwurf und Optimierung von komplexen optischen Systemen zum Beispiel mit Hilfe einschlägiger Design-Software
- Verständnis der Wechselwirkung optischer Wellen mit anorganischer und organischer Materie
- Verständnis der Entstehung und Erzeugung von Licht mit spezifischen Eigenschaften, Entwicklung und Herstellung neuartiger Lichtquellen, adaptive Lichttechnik
- Erwerb von guten physiologischen und ergonomischen Kenntnissen zur Entwicklung und Umsetzung neuer Konzepte in der Beleuchtungstechnik

### Fachbücher
- Safa O. Kasap: Optoelectronics and photonics – principles and practices. Prentice Hall, Upper Saddle River 2001, ISBN 0-201-61087-6.
- Marius Grundmann (Hrsg.): Nano-Optoelectronics (= Phaedon Avouris, Klaus von Klitzing, Hiroyuki Sakaki, Roland Wiesendanger [Hrsg.]: NanoScience and Technology). Springer Berlin Heidelberg, Berlin, Heidelberg 2002, ISBN 978-3-642-62807-8, doi:10.1007/978-3-642-56149-8 (englisch).
- Kiyomi Sakai (Hrsg.): Terahertz Optoelectronics (= Claus E. Ascheron, Hans J. Kölsch, Werner Skolaut [Hrsg.]: Topics in Applied Physics. Band 97). Springer Berlin Heidelberg, Berlin, Heidelberg 2005, ISBN 978-3-540-20013-0, doi:10.1007/b80319 (englisch).
- Michael A. Parker: Physics of optoelectronics. Taylor & Francis, Boca Raton 2005, ISBN 0-8247-5385-2.
- Richard C. Dorf: Electronics, Power Electronics, Optoelectronics, Microwaves, Electromagnetics, and Radar (= The Electrical Engineering Handbook Series). 1. Auflage. CRC Press, Boca Raton 2018, ISBN 978-1-351-83804-7 (englisch).
- Naci Balkan, Ayşe Erol: Semiconductors for Optoelectronics: Basics and Applications (= Graduate Texts in Physics). Springer International Publishing, Cham 2021, ISBN 978-3-319-44934-0, doi:10.1007/978-3-319-44936-4.

### Ältere Werke
- Manfred Börner, Reinhard Müller, Roland Schiek: Elemente der integrierten Optik. Teubner, 1990, ISBN 3-519-06130-9.
- Thomas Petruzzellis: Optoelectronics, fiber optics, and laser cookbook – more than 150 projects and experiments. McGraw-Hill, New York 1997, ISBN 0-07-049839-3.